# Iglesia de San Giorgio Martire (Badia Polesine)
La iglesia de San Giorgio Martire es la iglesia parroquial patronal de Villafora, una aldea del municipio italiano de Badia Polesine en la provincia de Rovigo. Pertenece al vicariato de Badia-Trecenta de la diócesis de Adria-Rovigo y data del siglo XIV.

## Historia

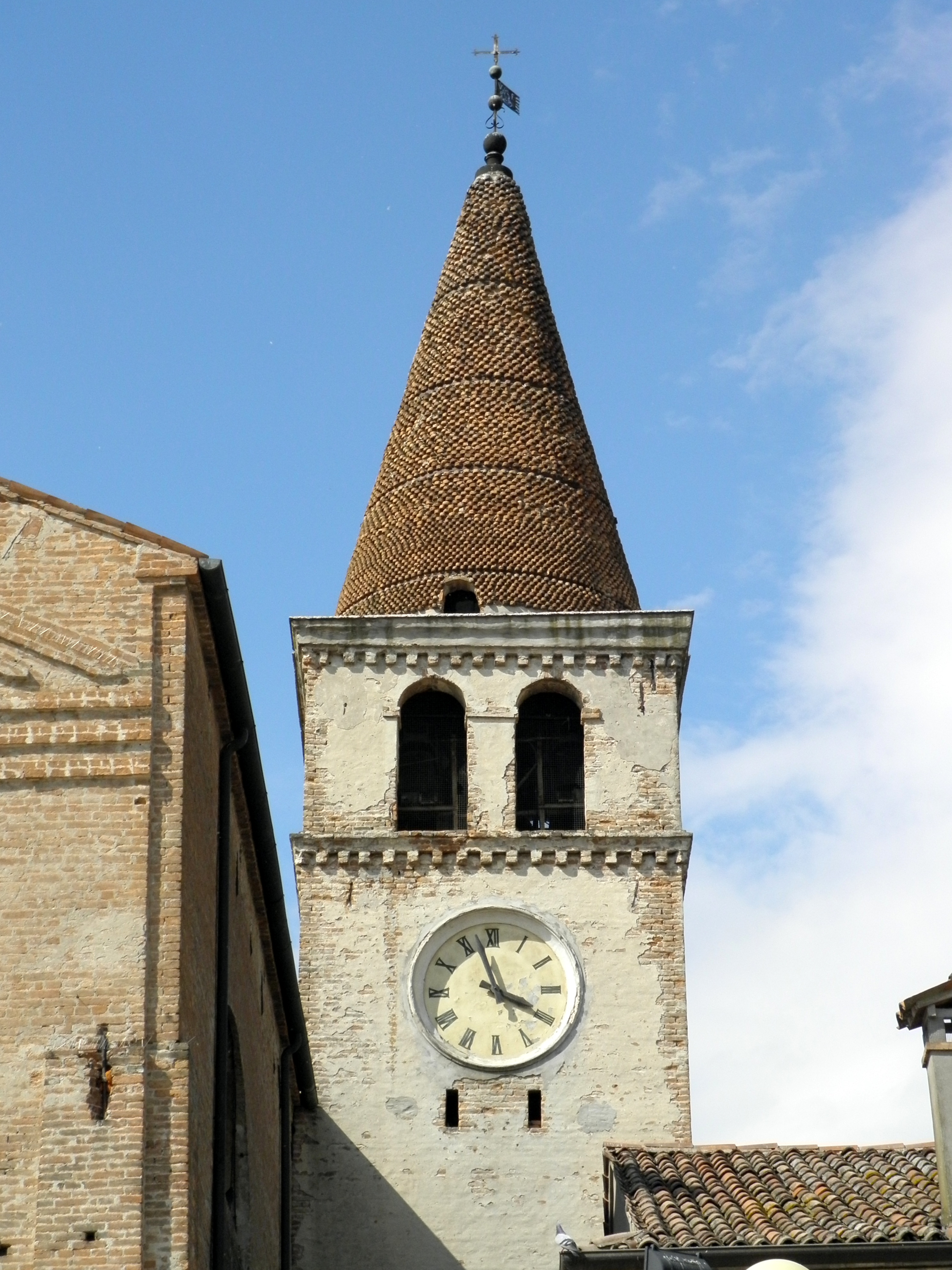
Detalle del campanario de la iglesia de San Giorgio Martire en Villafora

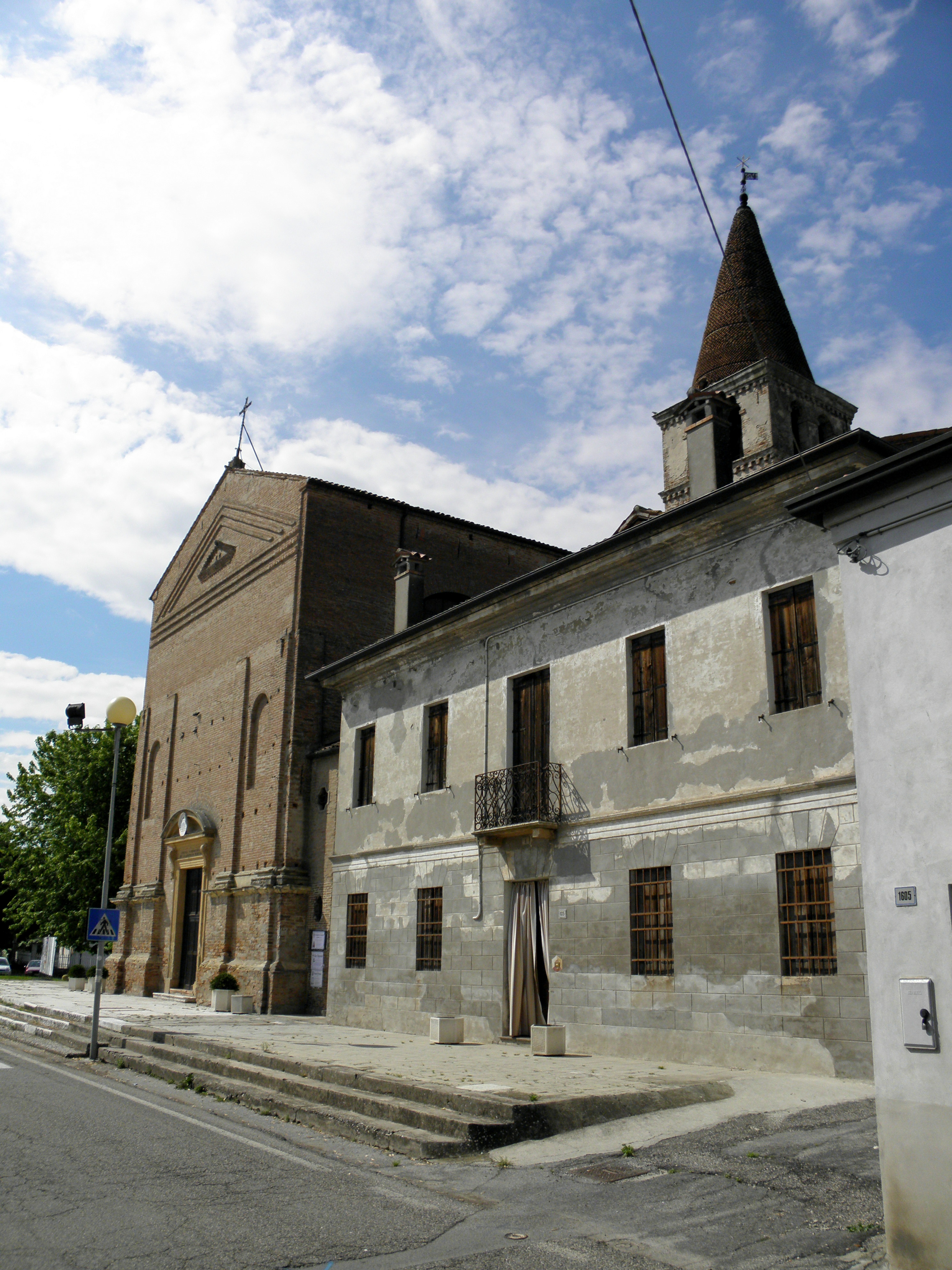
Iglesia de San Giorgio Martire vista desde la Via Maggiore

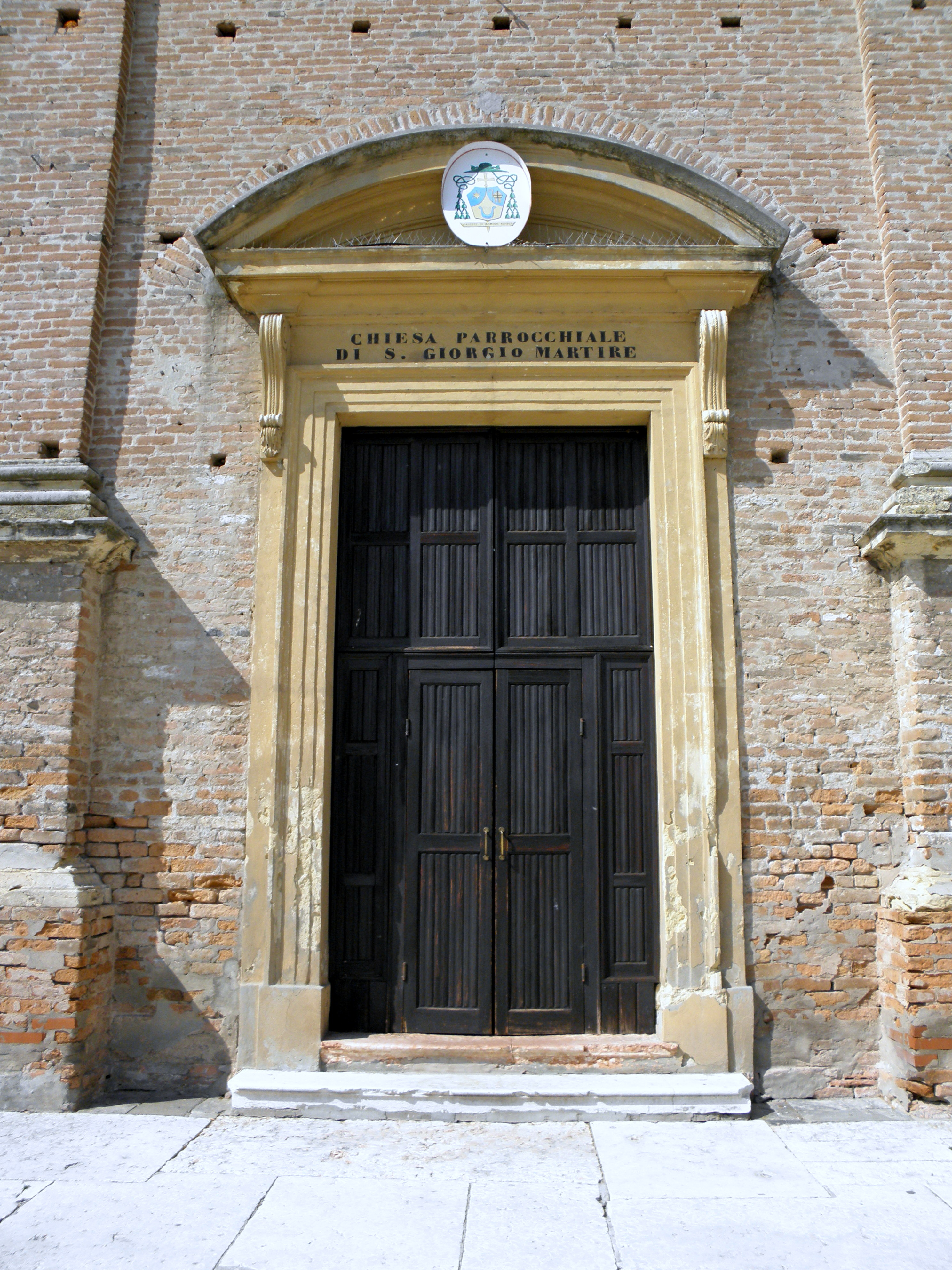
Fachada de la iglesia, portal de acceso principal

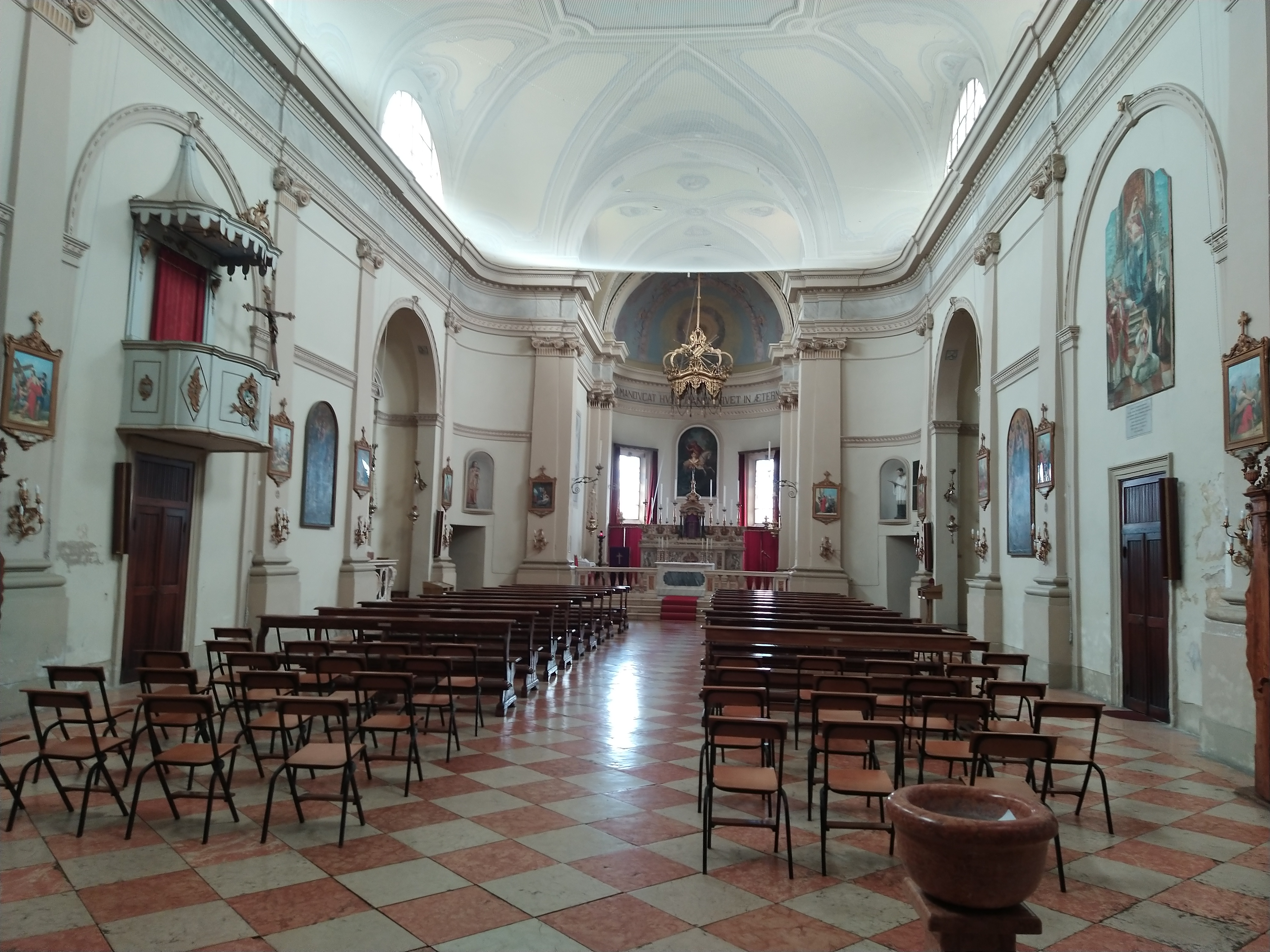
Sala interior con presbiterio

A partir del siglo XIV la abadía territorial de Vangadizza tuvo jurisdicción sobre el territorio de Villafora y sobre su iglesia, que era por tanto una de las más antiguas de toda la zona. Hacia 1390 se menciona para el nombramiento de su párroco y a partir de ese año en varios documentos notariales el lugar de culto dedicado a San Giorgio aparece con frecuencia cuando se mencionan los párrocos a él asociados. Hacia 1492 existía un documento en el que constaba que la Iglesia había donado cincuenta ducados como beneficio eclesiástico a la abadía de Badia Polesine. El obispo de Adria Giulio Canani fue allí en visita pastoral en 1564, regresó nuevamente en 1578 y en sus informes se describe que la iglesia tiene, además del altar mayor, tres altares laterales, dedicados respectivamente a San Jorge, al Espíritu Santo, a San Juan Bautista y a la Virgen. La posterior visita del obispo Lorenzo Laureti, en 1592, no reveló ninguna novedad particular. Hacia 1634 la sala fue enriquecida con un nuevo altar y la visita del obispo Marco Marchiani, cuando todavía era abad de Vangadizza, registró esta modificación. La Abadía de Vangadizza fue suprimida el 11 de abril de 1789 por la República de Venecia, que confiscó sus bienes, y en la visita pastoral de 1793 realizada por el obispo Arnaldo Speroni degli Alvarotti, se certificó el paso a la jurisdicción eclesiástica de la diócesis de Adria. Probablemente en estos años un altar de la abadía fue trasladado a la iglesia de San Giorgio. Durante el siglo XIX, a partir de 1809, la iglesia fue sometida a importantes obras de restauración y reconstrucción en estilo neoclásico, finalizándose importantes cambios alrededor de 1880. Durante este periodo se elevó el salón central de la nave, se construyó el nuevo recinto del presbiterio con balaustradas, se instaló el nuevo altar mayor y se dispuso el coro . A mediados de siglo la estructura se elevó unos metros. El ciclo de frescos que decoran las paredes interiores de la sala y del presbiterio fue realizado a mediados del siglo XX.

## Descripción

### Exteriores
La fachada neoclásica a dos aguas de ladrillo visto tiene un pequeño cementerio en el frente. La fachada se caracteriza por pilastras ligeramente pronunciadas y un gran frontón triangular. El portal de entrada arquitrabado se enriquece con un frontón pequeño, bajo y curvilíneo. Sobre las fachadas laterales descansan las estructuras de las capillas y la sacristía. El tejado a dos aguas está cubierto con tejas de ladrillo. El campanario se levanta en posición posterior a la derecha. Su celda se abre con cuatro pares de ventanas altas y estrechas de una sola lanceta y termina con un techo cilíndrico.

### Interiores
La nave interior es única y amplia con cuatro capillas laterales, dos a cada lado. La sala tiene un techo con bóvedas de crucería. La sala alberga un altar del siglo XIX, probablemente procedente de la Abadía de Vangadizza, y un lienzo que representa a la Virgen con el Niño en brazos entre San Jorge y San Francisco, atribuido a la escuela veneciana y que data del siglo XVI. A través del arco santo se accede al presbiterio ligeramente elevado. La adaptación litúrgica se realizó en 1980 y se conservó el altar mayor histórico.